# Озеро Камысловское
Озеро Камысловское — железнодорожный остановочный пункт (населенный пункт) в Исилькульском районе Омской области России. Входит в состав Боевого сельского поселения. Остановочный пункт «Озеро Камысловское», расположенный южнее населённого пункта, находится в ведении Омского региона Западно-Сибирской железной дороги.

## География
Населённый пункт находится в юго-западной части Омской области, в лесостепной зоне, в пределах Ишимской равнины, на расстоянии примерно 8 километров (по прямой) к востоку от города Исилькуль, административного центра района. Абсолютная высота — 120 метров над уровнем моря.

## Население
| 2002 | 2010 |
| ---- | ---- |
| 98   | ↘92  |

Гендерный состав
По данным Всероссийской переписи населения 2010 года в гендерной структуре населения мужчины составляли 52,2 %, женщины — соответственно 47,8 %.
Национальный состав
Согласно результатам переписи 2002 года, в национальной структуре населения русские составляли 88 %.

## Улицы
Уличная сеть населённого пункта состоит из трёх улиц.